# Molotov 20
«Molotov 20» (також Молотов-20, Molotov-20) — український рейв-проєкт клавішника Шури Гери та Андрія Кузьменка. Гурт був створений, як ідейне доповнення музичних знахідок поза межами «Скрябіна». Назву музиканти позичили з прізвища радянського конструктора легкових автомобілів Молотова, який розробив марку «Побєда». Першопочатково група складалась з двох учасників, але в результаті розпаду старого складу «Скрябіна», проєктом почав займатися лише Шура. Всі подальші роботи стали асоціюватися з його персоною.

## Історія створення
На початку 1994 року Україну захопив музичний рух рейв музики. Не оминув він і представників української електронної сцени. Андрій Кузьменко разом з Шурою подорожували до Німеччини, граючи у нічних клубах Берліна. Головною ідеєю першого був банальний бізнес — експортувати радянські «Побєди» і продавати їх на Заході. Та не все так сталося, як гадалося, проте музиканти знайшли для себе не гроші, а багато цікавих подорожей та знайомств. Головною родзинкою того часу було використання гуцульских народних мотивів в сучасній електронній обробці.
В 1995 році Володимир Зайковський знімає кліп на вступний трек «Open». Через рік лейбл «Караван CD» випускає перший альбом «Molotov Zwancig» на касетах. Успіху він так і не отримав, і був випущений обмеженим накладом. Дизайн обкладинки являв собою велику гайку, що натякав на субкультуру індастріал. Продюсером альбому виступив давній друг гурту Тарас Гавриляк.
В 1998 році гурт записує невідомий альбом «Seks». Цей альбом досі залишається нереалізованим.
2001 року Шура презентує свою самостійну сольну роботу під назвою «Mechanical Love». На платівці, окрім старих речей уввійшли нові наробки музиканта, але вже окремо без співпраці з Кузьменком. Диск записується на студії «Спати» під лейблом «Атлантик».
У 2005 році Сергій реалізує свій етно-проєкт «Коралі» — українські народні пісні в сучасному аранжуванні. Згодом, наступного року, разом зі співачкою Мартою Шпак, Шура реалізує продовження цього проєкту, під назвою «Осяйні».
В 2006 році «Molotov 20» представляє світу «Aerodinamique». Цей альбом відрізнявся від перших записів, відсутністю індастріал та рейв звучання.
Паралельно з записом треків, «Molotov 20» виступає на різноманітних вечірках та світських заходах. Останнім часом саме концертна діяльність є пареважливою за студійні релізи.
В 2007 році «Molotov 20» виконує свою музичну програму на «Synthetic Winter 2007» в клубі «Egypt Club» разом з Minerve, Virgin Fix, Теория та іншими. Також дає концерти у відомому київському клубі «DM 101 Club».
В 2009 році виступає на «E.B.M.- DARK - SYNTH - INDUSTRIAL- PARTY» в «Праймі».
В 2011 році «Molotov 20» зіграв на розігріві у популярного синті-поп гурту «De/Vision».
В 2021 році треком Outro - Heroes do not die долучились до проєкта Руслана Горового "Так працює пам'ять", присвяченого Дані Дідіку та всім, хто загинув за незалежність України.

## Дискографія
Студійні альбоми
- 1996 — «Molotov Zwancig»[1]
- 1998 — «Seks»
- 2001 — «Mechanical Love»
- 2006 — «Aerodinamique»[2]
- 2021 — «20 Hammers»

Інші проєкти
- 1999 — «Спатанка #1 — ВафLEE»[4]
- 2005 — «Коралі»
- 2006 — «Осяйні»